# Tropheus polli
Tropheus polli är en fiskart som beskrevs av Axelrod, 1977. Tropheus polli ingår i släktet Tropheus och familjen Cichlidae. IUCN kategoriserar arten globalt som sårbar. Inga underarter finns listade i Catalogue of Life.